# Boêmios de Inhaúma
Grêmio Recreativo Escola de Samba Boêmios de Inhaúma (oficialmente Grêmio Recreativo Bloco Carnavalesco Boêmios de Inhaúma) é uma escola de samba da cidade do Rio de Janeiro, cuja sede está localizada no bairro do Inhaúma, na Estrada Velha da Pavuna, 4341. Durante a década de 2010, ensaiava, no entanto, na Estrada Ademar Bibiano, 4341, no bairro do Engenho da Rainha.
Foi criada na década de 1970, como bloco carnavalesco, transformando-se em escola de samba na década seguinte. Chegou a figurar na quarta divisão (grupo C) da AESCRJ. Durante a década de 2010, acabou rebaixada a bloco de enredo. Posteriormente, voltou a tentar participar do Carnaval como escola de samba, pelo grupo de avaliação, mas desde 2019, encontra-se afastada dos desfiles.

## História
O GRBC Boêmios de Inhaúma foi fundado em 22 de agosto de 1973, tendo seu CNPJ aberto em 24 de outubro de 1986.
Em 21 de agosto 1988 houve a transformação do bloco em escola de samba. Apesar de tecnicamente o bloco e a escola de samba serem a mesma entidade, a diretoria passou a comemorar o aniversário na data da transformação em escola de samba.
Dez anos após sua transformação em escola de samba, obteve seu primeiro título nessa categoria, ao vencer o Grupo E (sexta divisão), quando foi a quarta agremiação a desfilar, na Rua Cardoso de Morais, em Bonsucesso.
Em 2009, ao desfilar na Intendente Magalhães, a agremiação classificou-se em 6º lugar, com 154 pontos.

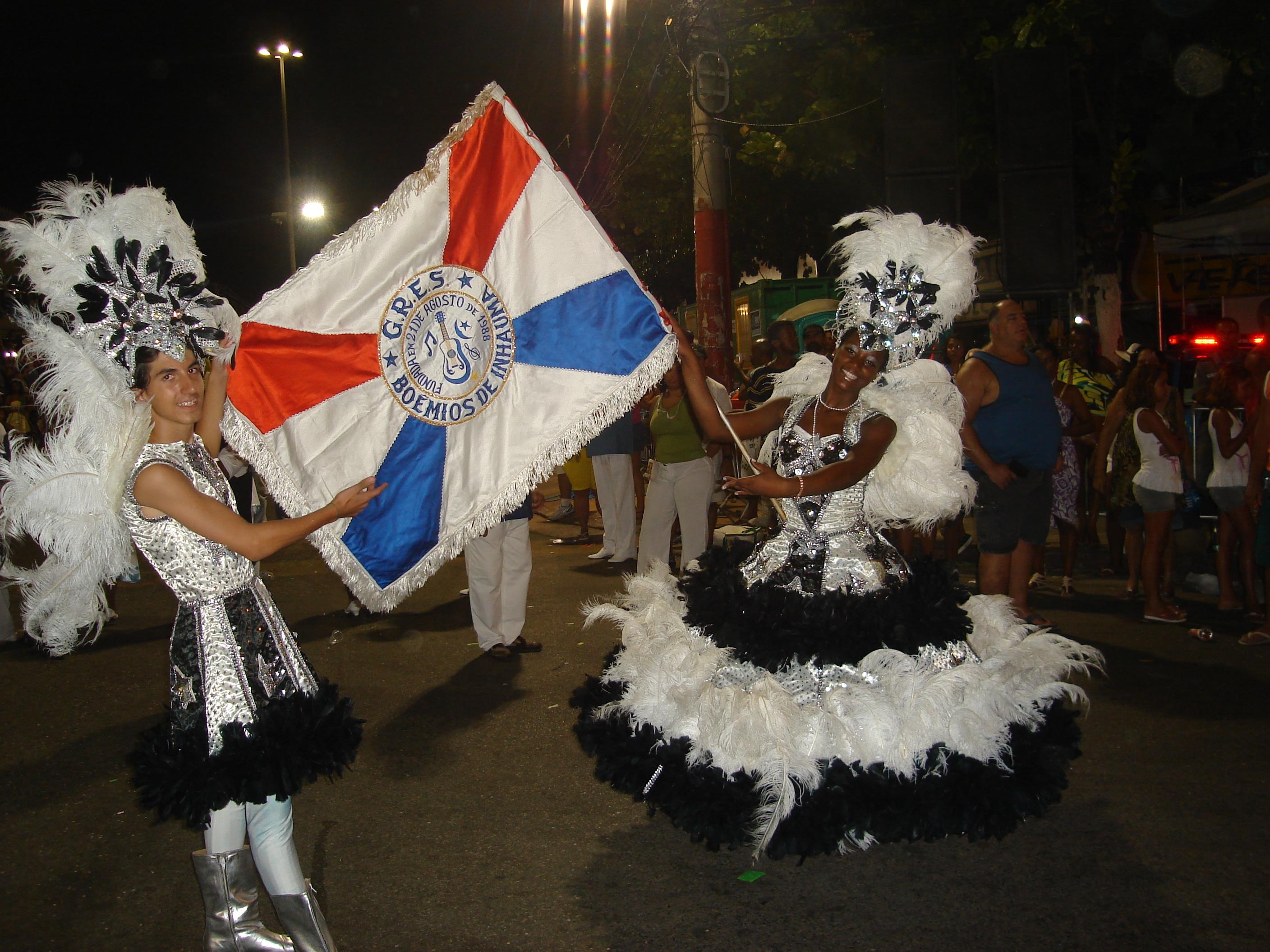
Casal de mestre-sala e porta-bandeira em 2010.

Em 2011 apresentou um enredo sobre o fogo, sendo uma das quatro rebaixadas para desfilaram como bloco de enredo em 2012. Por não ter cumprido os prazos da Federação dos Blocos Carnavalescos do Estado do Rio de Janeiro, não desfilou em 2012, sendo automaticamente rebaixada para o Grupo II dos blocos de enredo para o carnaval de 2013. Afastou-se dos desfiles novamente a partir de 2014. Voltou ao carnaval em 2016, desfilando no grupo E.
Seu último desfile aconteceu em 2018, com enredo que abordava a peça teatral Os Saltimbancos. Naquele ano obteve a 13ª colocação entre 14 escolas no grupo de avaliação (sexta divisão), sendo suspensa do Carnaval.

## Segmentos

### Presidentes

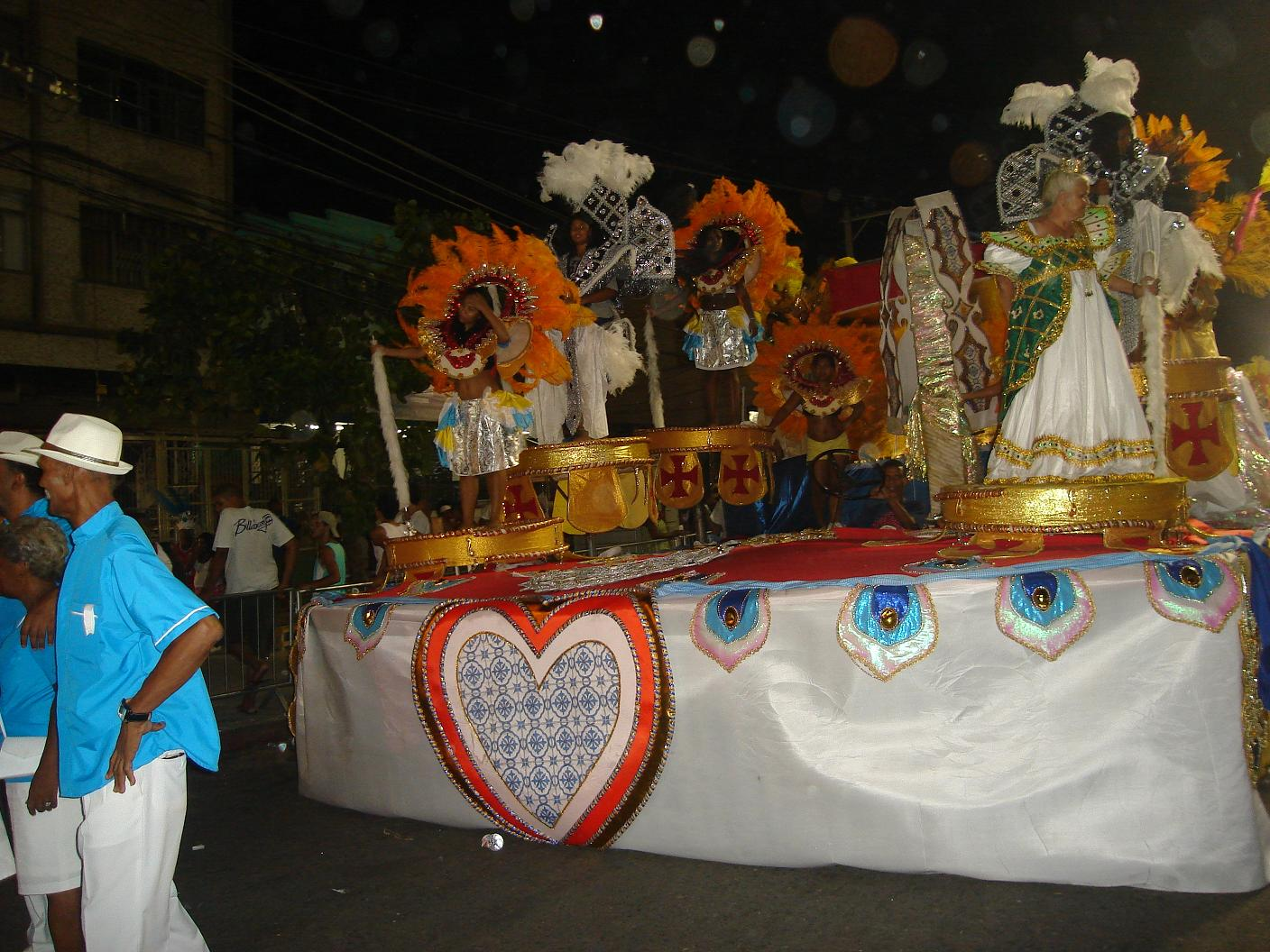
Carro alegórico da Boêmios de Inhaúma em 2010.

| Nome                        | Mandato                      | Ref.  |
| --------------------------- | ---------------------------- | ----- |
| Ari Pimentel Filho          | 1989 a 1990                  | [ 6 ] |
| Ivan Victorino              | 1991                         | [ 6 ] |
| Antonio Santos Ferreira     | 1992 a 1993                  | [ 6 ] |
| sem dados                   | 1994 a 2002                  | [ 6 ] |
| 2003 a 2006                 | Luiz Carlos do Valle         | [ 6 ] |
| 2007                        | Antonio Augusto Gomes Orrico | [ 6 ] |
| 2008 a 2011                 | Luiz Carlos do Valle         | [ 6 ] |
| 2013                        | Robson de Araújo Rocha       | [ 6 ] |
| Agosto de 2015 - atualidade | Carlos Vottero               | [ 7 ] |

### Diretores
| Ano  | Diretor de Carnaval | Diretor de Comunicação | Diretor geral de harmonia | Mestre de bateria           | Ref.  |
| ---- | ------------------- | ---------------------- | ------------------------- | --------------------------- | ----- |
| 2011 | Audo Rouxinol       |                        | Wanderley Eiras           | Alexandre Pitácio           | [ 1 ] |
| 2016 | Wanderson           | Serginho Corrêa        | Sergio Ricardo            | Gerson Martins " Gersinho " |       |

### Intérpretes
| Período       | Intérprete oficial                         | Referência |
| ------------- | ------------------------------------------ | ---------- |
| 1989–1993     | Cizinha do Cavaco                          | [ 1 ]      |
| 1998–2003     | Cizinha do Cavaco, Mário Jorge e Leno Dias | [ 1 ]      |
| 2004–2006     | Cizinha do Cavaco                          | [ 1 ]      |
| 2008          | Rogerinho, Ivani e Balbino                 | [ 1 ]      |
| 2009          | Serginho Corrêa                            | [ 1 ]      |
| 2010          | Luiz Henrique                              | [ 1 ]      |
| 2011–2013     | Wando Simpatia                             | [ 1 ]      |
| 2016–presente | Pablo Andrade                              | [ 1 ]      |

### Coreógrafo
| Ano  | Nome           | Ref.  |
| ---- | -------------- | ----- |
| 2011 | Diogo Ortega   | [ 1 ] |
| 2016 | Bárbara Falcão |       |

### Casal de Mestre-sala e Porta-bandeira
| Ano  | Nome                         | Ref.  |
| ---- | ---------------------------- | ----- |
| 2011 | Fernanda e Douglas           | [ 1 ] |
| 2016 | Yuri Gomes e Stefane Moreira |       |
| 2017 | Yuri Gomes e Stefane Moreira |       |

## Carnavais
| Ano  | Colocação              | Grupo                 | Enredo | Carnavalesco                                                           | Referências        |
| ---- | ---------------------- | --------------------- | --- | ---------------------------------------------------------------------- | ------------------ |
| 1989 | 4.º Lugar              | Desfile de Avaliação  | "Roberto Dinamite, a explosão do gol" | Léa Meira                                                              |                    |
| 1990 | 5.º Lugar              | Grupo C               | "Beth Carvalho, a alma do Brasil" | Sérgio Murilo                                                          | [ 8 ]              |
| 1991 | 10.º Lugar (Rebaixada) | Grupo C               | "Desperta Brasil" | Sérgio Murilo e Tuca                                                   | [ 9 ]              |
| 1992 | 3.º Lugar              | Desfile de Avaliação  | "O nascimento dos orixás" | Luiz Carlos do Valle                                                   |                    |
| 1993 | 3.º Lugar              | Grupo C               | "A loura que embriaga" | Luiz Carlos do Valle                                                   |                    |
| 1994 | 9.º Lugar              | Grupo B               | "Segura o andor Boêmio que vai passar na avenida um samba popular" | Luiz Carlos do Valle                                                   |                    |
| 1995 | 5.º Lugar              | Grupo 1               | "Sou brasileiro, privilégio de poucos Boêmios, anseio de muitos" | Luiz Carlos do Valle                                                   |                    |
| 1996 | 9.º Lugar (Rebaixada)  | Grupo C               | "Axé" | Luiz Carlos do Valle                                                   |                    |
| 1997 | 10.º Lugar             | Grupo D               | "Da criação do mundo segundo os carajás" | Luiz Carlos do Valle                                                   |                    |
| 1998 | Campeã                 | Grupo E               | "Cosy Ewê, salve as folhas" | Márcio Marins                                                          | [ 4 ]              |
| 1999 | Vice-campeã            | Grupo D               | "Segura o andor Boêmio que vai passar na avenida um samba popular" | Luiz Carlos do Valle                                                   |                    |
| 2000 | 10.º Lugar (Rebaixada) | Grupo C               | "A borboleta da imaginação pousa em sua flor maior. Os bambas de Inhaúma" (Samba-enredo composto por Mario Jorge, Cizinha, Marquinho, Junior e Marcelinho)                                                                   | Luiz Carlos do Valle                                                   |                    |
| 2001 | Vice-campeã            | Grupo D               | "Das trevas à luz, oh! Mãe África Okê Arô" (Samba-enredo composto por Alexandre de Jesus, Adir de Oliveira, Manoelzinho Solidão e Tereza)                                                                                    | Luiz Carlos do Valle                                                   |                    |
| 2002 | 11.º Lugar (Rebaixada) | Grupo C               | "Quem sou eu? Sou índio, sou branco, sou negro, sou Miscigenação" | Luiz Carlos do Valle                                                   |                    |
| 2003 | 4.º Lugar              | Grupo D               | "Do Oiapoque ao Chuí, yes sou mais Brasil" (Samba-enredo composto por Tereza de Jesus, Alexandre de Jesus, Carlinhos Magrinho, Cizinha do Cavaco, Eraldo Madureira, Marquinhos de Inhaúma)                                   | Luis Carlos do Valle                                                   |                    |
| 2004 | 5.º Lugar              | Grupo D               | "A sabedoria é a justiça para ser feliz - Xangô" | Edson Siqueira                                                         |                    |
| 2005 | 12.º Lugar (Rebaixada) | Grupo D               | "O místico, o sagrado e o profano... Boêmios exalta o folclore brasileiro" (Samba-enredo composto por Diego, Hemerson, Henrique reis, Thiago, Fael Ribeiro, Ciganerey, Juçara Silva, Hugo Cesar, Marcelo Silva e Suse Helen) | Edson Siqueira                                                         |                    |
| 2006 | 8.º Lugar              | Grupo E               | "Se ficar o bicho pega, sacode a poeira Boêmios. Vai passar na avenida um samba popular" | Comissão de Carnaval (Luis Carlos do Valle, Luiz Macedo e Luiz Vieira) |                    |
| 2007 | 4.º Lugar              | Grupo E               | "Estácio de Sá - Da fundação da cidade à Universidade do Samba ensinado a comunidade" | Comissão de Carnaval (Luis Carlos do Valle, Luiz Macedo e Luiz Vieira) |                    |
| 2008 | 7.º Lugar              | Grupo E               | "Mãe Terra, o índio, o branco e o negro. A saga em busca do pote de ouro. Primaverou!" | Luiz Carlos do Valle Willian Ribeiro                                   |                    |
| 2009 | 6.º Lugar              | Grupo RJ-4            | "Samba, praia e futebol. Sorria, você está no Rio de Janeiro!" | Wagner Silva                                                           |                    |
| 2010 | 4.º Lugar              | Grupo RJ-4            | "Música, amor e dor. Lado a lado, Noel Rosa" | Luiz Carlos do Valle                                                   |                    |
| 2011 | 9.º Lugar              | Grupo E               | "Vem quente que estou fervendo. A Boêmios é fogo!" (Samba-enredo composto por Fabian Costa) | Mamusca                                                                | [ 1 ]              |
| 2012 | A escola não desfilou  | A escola não desfilou | A escola não desfilou | A escola não desfilou                                                  |                    |
| 2013 | 7.º Lugar              | Grupo 2 (Blocos)      | "Uma história de samba e de gente bamba" | Mamusca                                                                | [ 10 ]             |
| 2014 | A escola não desfilou  | A escola não desfilou | A escola não desfilou | A escola não desfilou                                                  |                    |
| 2015 | A escola não desfilou  | A escola não desfilou | A escola não desfilou | A escola não desfilou                                                  |                    |
| 2016 | 6.º Lugar              | Série E               | "A guardiã dos amantes" | Humberto Abrantes                                                      | [ 11 ]             |
| 2017 | 6.º Lugar              | Série E               | "Agosto de todos os gostos e crenças" | Clebson Prates                                                         |                    |
| 2018 | 13.º Lugar (suspensa)  | Série E               | Os Saltimbancos: Uma Aventura em busca da Felicidade Compositores:Márcio Oliveira, Jean Alexandre, Robinho Lins e Nitá Oliveira                                                                                              | Clebson Prates                                                         | [ 12 ] [ 7 ] [ 5 ] |

## Premiações
Prêmios recebidos pelo GRES Boêmios de Inhaúma.
| Ano  | Prêmio              | Categoria / premiados | Divisão | Referências |
| ---- | ------------------- | --------------------- | ------- | ----------- |
| 2008 | Troféu Jorge Lafond | Velha guarda          | Grupo E | [ 13 ]      |